# أنا اللي قتلت الحنش (فلم)
أنا اللي قتلت الحنش فيلم تراجيديا مصري من إخراج أحمد السبعاوي، أنتج وعرض عام 1985، وألف موسيقاه الموسيقار المصري العالمي عمر خيرت. الفيلم من بطولة عادل إمام، ومعالي زايد، وسعيد صالح، وصفية العمري، وأحمد راتب، ويوسف شعبان وحسين الشربيني. وهو من إنتاج حسين الصباح.
الفيلم مقتيس من البلوك باستر الأمريكي الناجح على الواجهة البحرية للممثل الأمريكي العالمي مارلون براندو

## ملخص الفيلم
«حسنين» (عادل إمام) في أجواء البحر والصيادين يتحدى ظالما هو «الحنش» (يوسف شعبان) الذي يعيث فساداً دون أن يجد من يصده، يتفق «حسنين» و«برهومة» (سعيد صالح) على التصدي للحنش. إلا أنهما يفشلان في صد رجال الحنش فاختبأ حتى يزول خطر الحنش عنهما. يسافر «حسنين» لليونان للعمل تاركاً زوجته «شريفة» وحدها، وتقوده الصدف إلى حبيبته السابقة «عزيزة» (صفية العمري) التي تقنعه بالزواج منها بعد إقناعه بأنها أنجبت منه طفلا. ولكن تلقى «عزيزة» مصرعها على أيدي رجال «الحنش». فيعود «حسنين» إلى قريته ولكن تفاجئه إشاعات نشرها رجال «الحنش» حول علاقة مشبوهة بين صديقه «برهومة» وزوجته «شريفة» (معالي زايد).

## روابط خارجية
- مقالات تستعمل روابط فنية بلا صلة مع ويكي بيانات